# Angelika Gavuzzi
Angelika Christina Gavuzzi, född 8 augusti 1803 i Stockholm, död 3 mars 1884 i Stockholm, var en svensk pedagog. Hon var föreståndare vid Wallinska skolan i Stockholm 1842–1869. 
Angelika Gavuzzi var dotter till en konditor, Etienne Maria Gavuzzi (1763-1833), och beskrivs som "sirligt gustaviansk".
Gavuzzi anställdes som pedagog vid Wallinska skolan på 1830-talet. 1842 utnämndes hon till dess föreståndare, en plats hon behöll i 27 år. Gavuzzi var också engagerad i Svenska lärarinnors pensionsförening från dess bildande 1855, där hon var styrelseledamot.